# Berberowie
Berberowie (Berberzy, Amazygowie) – rdzenna ludność Berberii w północnej Afryce.
Stanowią w większości odrębny typ somatyczny w ramach rasy białej, nazywany w nauce berberyjskim. Wielu ma do dziś niebieskie oczy, rude bądź jasne włosy. Wyróżnić można kilka grup Berberów, m.in.:
- w górach Rif (północne Maroko) – Rifenowie, mają oni zazwyczaj ciemne włosy i ciemne oczy[potrzebny przypis],
- w górach Atlasu Średniego – niebieskie lub zielone oczy i jasne włosy[potrzebny przypis],
- w górach Atlasu Wysokiego – czarne, proste włosy (w odróżnieniu od Arabów, którzy mają zazwyczaj włosy kręcone) i ciemne oczy[potrzebny przypis],
- na wybrzeżu Morza Śródziemnego – Kabylowie,
- na środkowej Saharze – Tuaregowie.

Berberowie są uważani za rdzenną ludność Północnej Afryki. Obecnie plemiona i związki berberyjskie występują na obszarach od Oazy Siwa w Egipcie aż po wybrzeża Oceanu Atlantyckiego i od brzegów Morza Śródziemnego po południowe granice Sahary. Szacuje się, że językami berberyjskimi mówi dzisiaj jeszcze od 6 do 7 mln ludzi; najwięcej w Maroku i Algierii. Najdalej stwierdzony zasięg Berberów dotyczy Wysp Kanaryjskich, gdzie byli znani pod nazwą Guanczów.
Nazwa Berber pochodzi od łacińskiego barbarus – barbarzyńca. Do języków europejskich weszło za pośrednictwem arabskiego barbar (بربر), choć Arabowie nie zdawali sobie sprawy z jego pogardliwego znaczenia – Ibn Chaldun uważał słowo barbar za imię praojca tego ludu. Sami siebie Berberowie nazywają Amazigh (l.mn. Imazighen) – „ludzie wolni”, co bywa spolszczane do formy „Amazygowie”.

## Historia
Prawdopodobnie Berberowie na wspomnianych wyżej terytoriach byli obecni od starożytności. Spotykali ich już starożytni Grecy i Kartagińczycy, kolonizując południowe wybrzeża Morza Śródziemnego. Powszechnie uznaje się, że przodkami Berberów są twórcy cywilizacji kapskiej. Starożytni pisarze i geografowie nazywali Berberów różnie, w zależności od miejsc zamieszkiwania. Mieszkańców Cyrenajki nazywali Nasamonami i Psyllami, z Fezzanu – Garamantami, z Tunezji – Makalami, Getulami z Sahary, Maurami z obecnych terenów Algierii i Maroka, Numidami ze wsch. części płn. Afryki. W starożytnym Egipcie określano ich mianem Libijczyków, którzy najeżdżali ten kraj od zachodu. Ich wizerunki utrwalone na starożytnych obrazach i stelach egipskich prezentują ich jako jasnowłosych bądź rudowłosych ludzi. Wielu służyło w armii faraonów jako najemnicy. Zajmowali się wówczas pasterstwem, łowiectwem oraz rolnictwem. Terytoria, które zamieszkiwali określały charakter mieszkańców. Byli twardzi, nieustępliwi, wojowniczy. Berberowie przez stulecia ulegali wpływom punickim (starożytna Kartagina), a później wpływom rzymskim. W okresie wojen punickich powstały pierwsze państwa berberyjskie Massylów i Masalesylów (pierwsze znane państwo berberyjskie – Numidia istniało już w III wieku p.n.e.), które wsparły Rzymian w walce z Kartagińczykami. Później zostały one włączone przez Rzymian do północno-afrykańskich prowincji Cesarstwa rzymskiego. Zostało ono zwasalizowane przez antyczny Rzym a jego mieszkańcy poddani zostali romanizacji, wzmacniając Imperium.
W V–VI wieku n.e. tereny zamieszkiwane przez Berberów stały się obiektem wędrówki ludów. Na terytorium dzisiejszej Tunezji osiedlili się Wandalowie, których resztki niewyniszczone przez bizantyjskiego wodza Belizariusza w VI wieku n.e. schroniły się w górach Dżabal al-Auras, wzmacniając istniejące tam skupiska ludności o silnym procencie jasnych oczu i włosów, określanych dzisiaj mianem Kabylów.
Do VII wieku większość Berberów wyznawała chrześcijaństwo lub politeizm. W VII wieku, po ekspansji arabskiej, zaczęło się to stopniowo zmieniać, gdyż większość ludności przyjęła islam, mimo prób oporu (utworzenie państwa Berghuata i założenie własnej religii przez Saliha ibn Tarifa). Pozostały jednakże wyraźne różnice w obyczajowości. Między innymi charakterystyczny szacunek do kobiet wyrażający się monogamią oraz prawem współdecydowania o ważniejszych sprawach rodziny wspólnie z mężem.
Część Berberów, mieszkańców Wysp Kanaryjskich, pozostała poganami do XIV wieku, do czasu kiedy przybyli tam Hiszpanie i Portugalczycy. Hiszpanie dokonali aneksji wysp, połączonej z podbojem miejscowej ludności, która w większej części zginęła w walce, a częściowo się zasymilowała. Pozostały po niej tylko stare miejsca grzebalne, gdzie odkrywa się rudowłose mumie o szkieletach przypominających typy śródziemnomorskie Corded lub kromaniońskie, charakteryzujące się jasną pigmentacją. Plemiona berberyjskie miały w przypadku terenów dzisiejszej Algierii i Maroka sporą autonomię i poczucie własnej odrębności, której nie mogli wykorzenić Arabowie.
W latach 1921–26 na terenie obecnego Maroka istniała berberyjska Republika Rifu. Po procesie dekolonizacji wielu Berberów migrowało do Francji. W nowych krajach po dekolonizacji z trudem odnajdywali się w nowej rzeczywistości stając się obywatelami drugiej kategorii po Arabach. Na emigracji wnieśli szczególnie ważny wkład w kulturę francuską. Przykładem jest tu cała plejada aktorów, piosenkarzy, na przykład Isabelle Adjani, piłkarz Zinédine Zidane.
Współcześnie w krajach istniejących na ojczystych ziemiach Berberów, szczególnie w Algierii (17% Berberów) czy Maroku (25%), arabskie władze prowadzą politykę ich wynaradawiania i asymilacji.

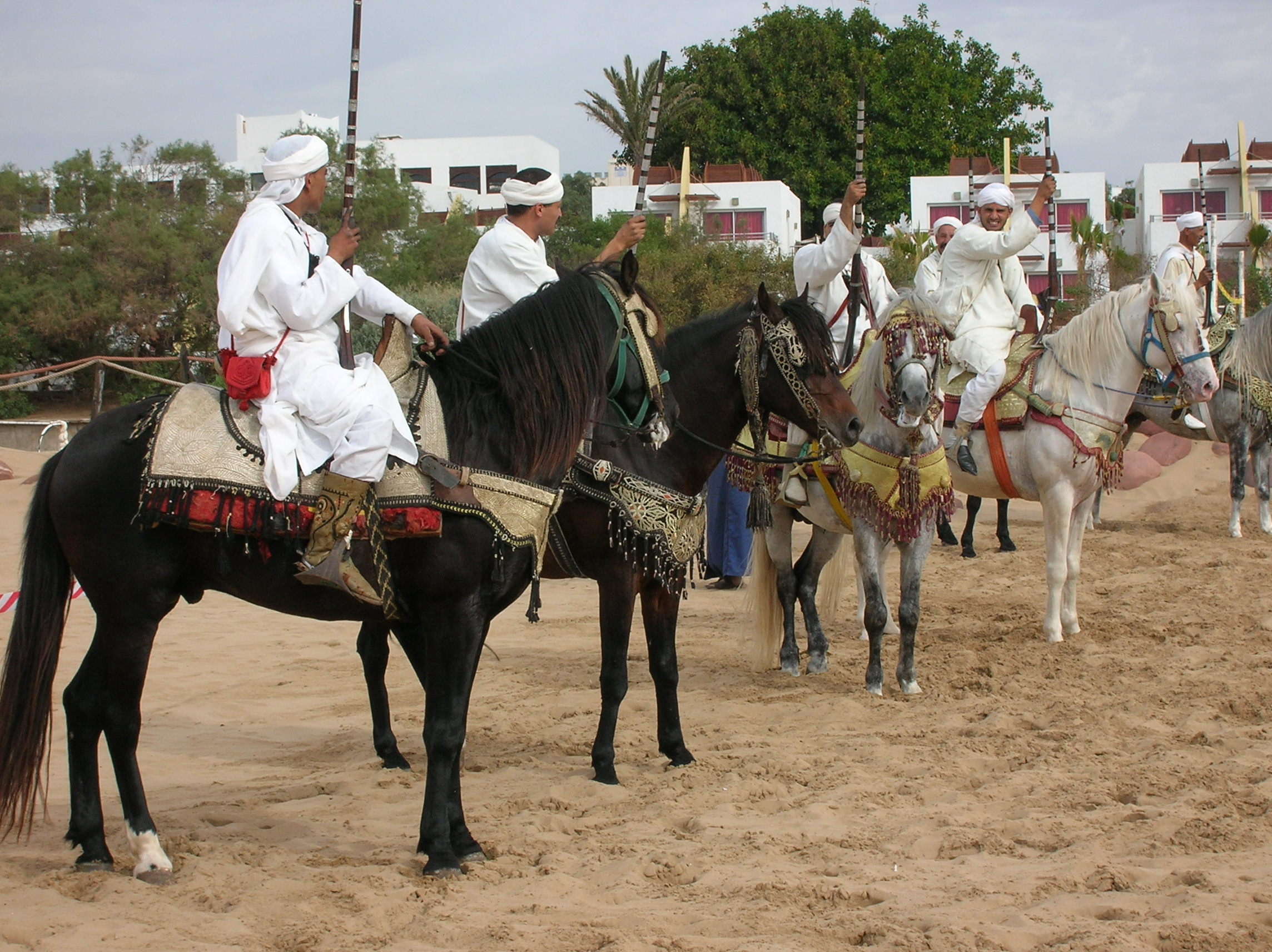
Berberowie podczas święta
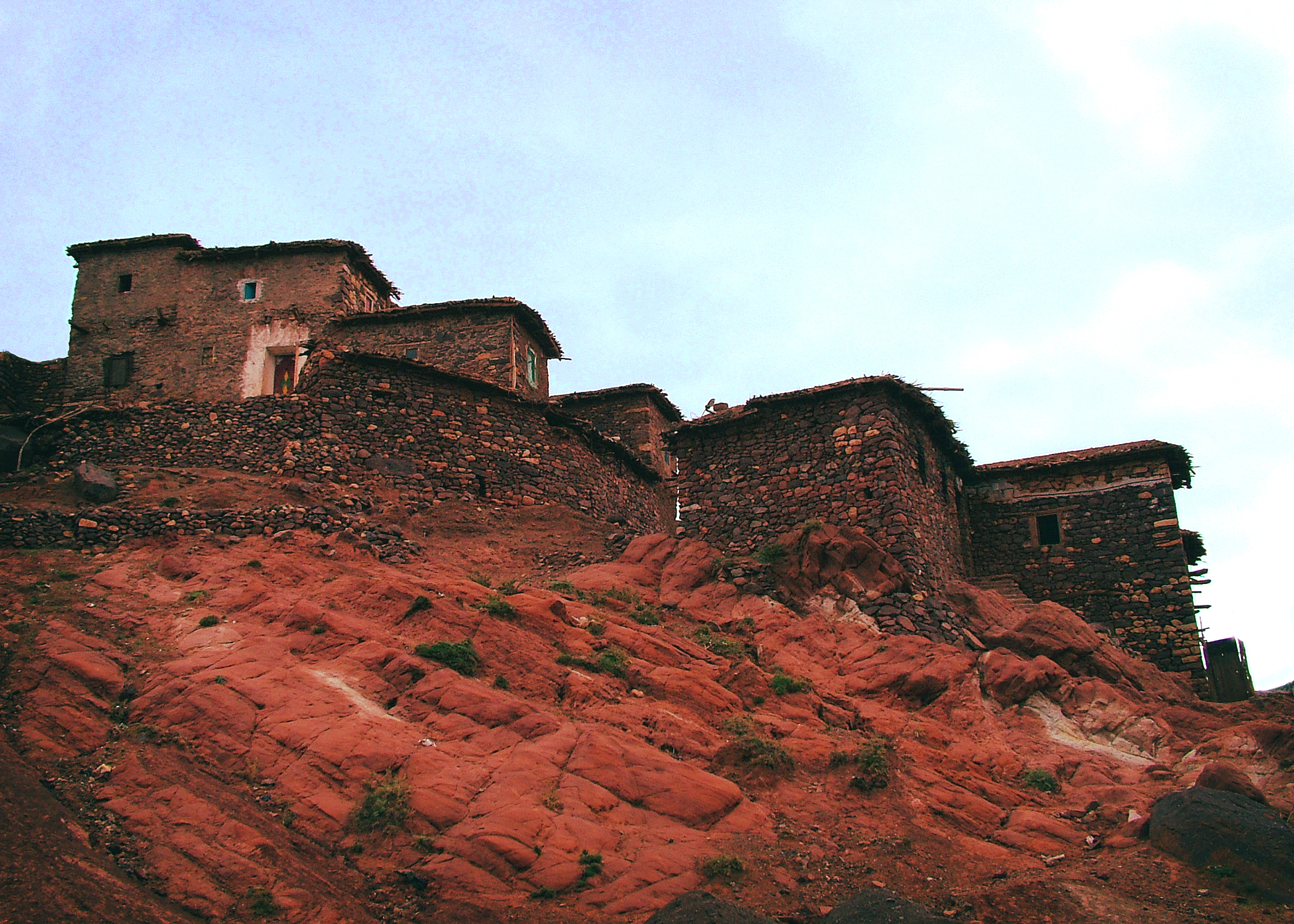
Wioska berberyjska w Maroku
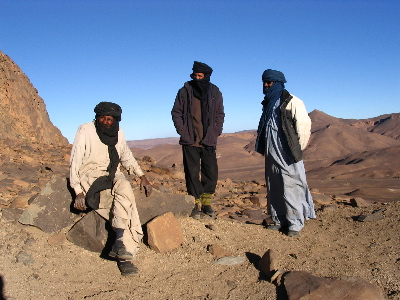
Tuaregowie
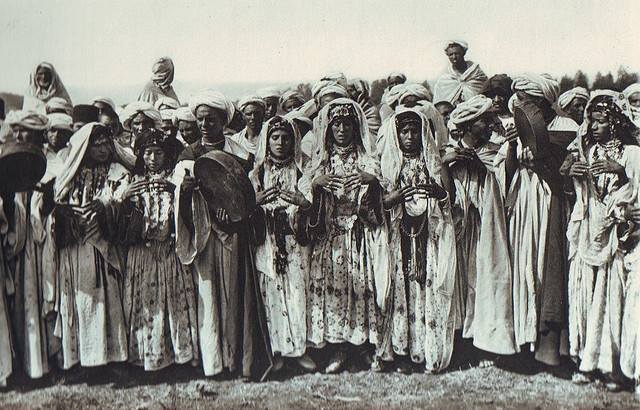
Berberowie w Maroku wykonujący tradycyjny taniec